# Katarina Hahr

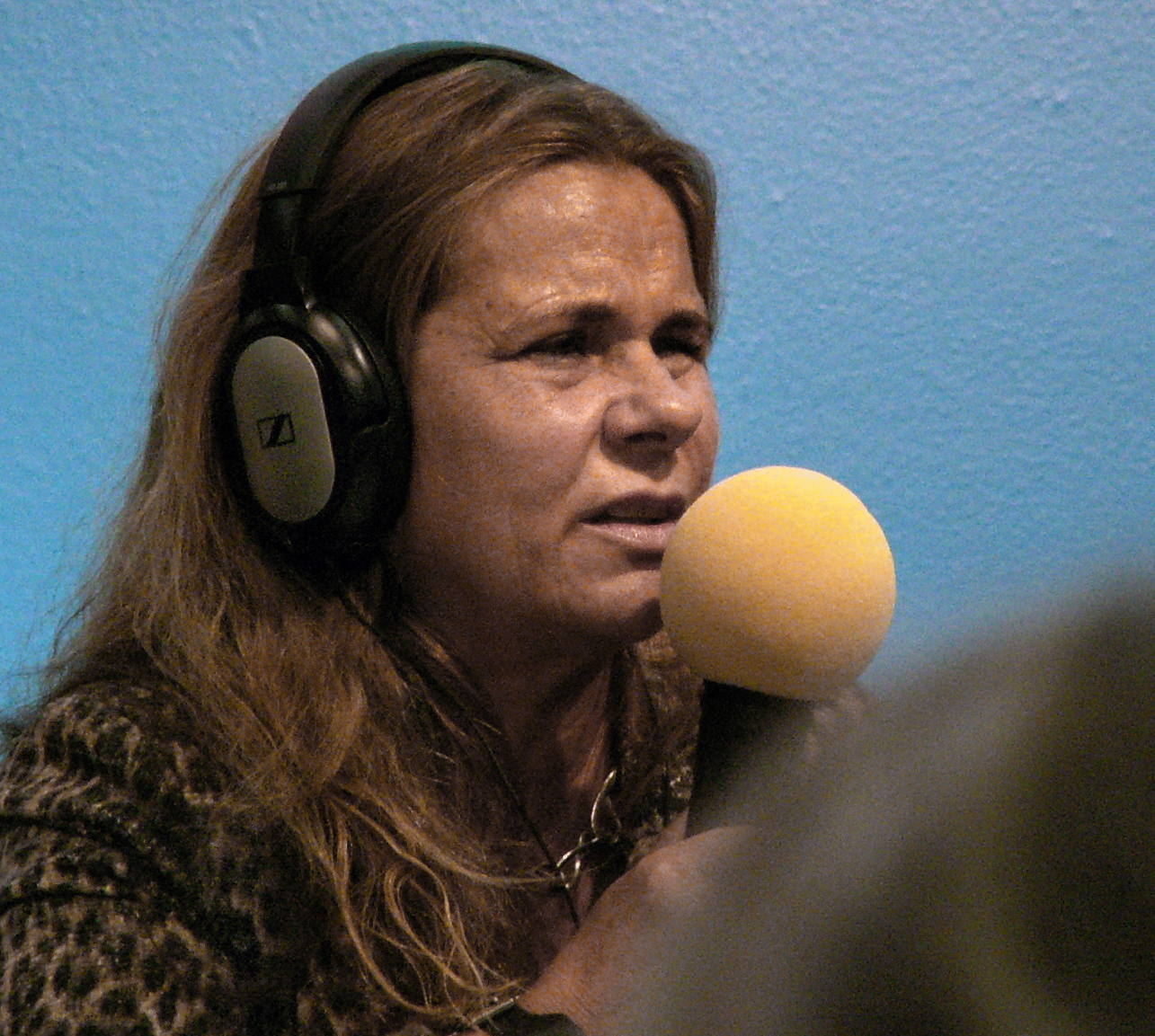
Katarina Hahr bei einer Radioaufnahme 2018

Katarina Hahr (5. März 1961 – 9. November 2021) war eine schwedische Radiojournalistin und Schauspielerin, die vor allem mit ihrer Interviewreihe Katarina Hahr möter (dt. Katarina Hahr trifft) im schwedischen Radio P1 bekannt wurde.

## Leben und Werk
Katarina Hahr studierte zunächst an der Schauspielschule Calle Flygare und trat unter anderem in einer Ibsen Inszenierung auf. 1988 war Katarina Hahr in dem Spielfilm Vargens tid (dt. Zeit des Wolfes) von Hans Alfredson zu sehen. Nach einem weiteren Studium der Journalistik begann sie 1994 ihre Radiokarriere.
Seit 2012 führte sie im Programm P1 des schwedischen Radios eine Interviewreihe mit dem Titel Katarina Hahr möter, zu Deutsch in etwa Katarina Hahr trifft. Die letzte Folge dieser Reihe vor ihrem Tod wurde im August 2021 ausgestrahlt. Bis 2009 war sie in der Reihe Samtal pågår (dt. Das Gespräch läuft) und von 2009 bis 2010 in der Reihe Välviljans apartheid (dt. Die Apartheid des Wohlwollens) zu hören. Sie war außerdem für eine Reihe von Radiodokumentationen über Blindheit verantwortlich. Diese sind auch vor dem Hintergrund interessant, dass Katarina Hahr selbst mit 31 Jahren als Folge einer entzündlichen Erkrankung der Iris erblindete. Katarina Hahr eröffnete viele ihrer Interviews mit Fragen, wie „Wie siehst du heute aus?“ oder „Beschreibe dich selbst“. Diese Fragen sind ein Zugang, der speziell durch ihre Sehbehinderung möglich war.
Katarina Hahr war bekannt dafür, dass sie auch schwierige Themen mit Leichtigkeit und Humor aufgreifen konnte.